# Solpuga simplex
Solpuga simplex är en spindeldjursart som beskrevs av Benoit 1960. Solpuga simplex ingår i släktet Solpuga och familjen Solpugidae. Inga underarter finns listade i Catalogue of Life.